# Чарльз, Эррол
Сирил Эррол Мельхиадес Чарльз (англ. Cyril Errol Melchiades Charles; род. 10 декабря 1942, Кастри, Сент-Люсия) — политический деятель Сент-Люсии, генерал-губернатор Сент-Люсии с 1 ноября 2024 года. Ранее он исполнял обязанности генерал-губернатора в течение трёх лет после отставки сэра Невилла Сенака.

## Биография
Родился 10 декабря 1942 года в Кастри, столице Сент-Люсии.
Учился в школе для мальчиков Святого Алоизия в Кастри, после в колледже Святой Марии в Сент-Люсии. Прошёл курс обучения налоговому законодательству и трёхмесячный курс проверки счетов в Тринидаде и Тобаго.

## Политическая карьера
С 1962 по 1992 год Чарльз работал в департаментах правительства Сент-Люсия.
Временный клерк в отделе казначейства Счётной палаты. Младший клерк, инспектор по подоходному налогу, старший инспектор по подоходному налогу в Департаменте внутренних доходов. Старший специалист по лицензированию Министерства связи, транспорта и коммунального хозяйства. С 1993 по 2021 год Чарльз был менеджером по персоналу и сотрудником законодательного органа.
С 2007 по 2021 год работал консультантом по налоговому управлению.

### Генерал-губернатор Сент-Люсии
Монарх Сент-Люсия Елизавета II назначила Эррола Чарльза исполняющим обязанности Генерал-губернатора Сент-Люсии после отставки сэра Невилла Сенака. Принял присягу 11 ноября 2021 года в Доме правительства Сент-Люсия.
После смерти королевы Елизаветы II в сентябре 2022 года Чарльз сказал, что «Её Величество, как глава Содружества и королева Сент-Люсии, служила нам с большой гордостью и достоинством, и нам будет искренне не хватать её». Он также представлял Сент-Люсию на государственных похоронах королевы в Соединённом Королевстве. В следующем году Чарльз представлял страну на коронации короля Карла III в Вестминстерском аббатстве.
23 января 2025 года правительство Сент-Люсии объявило, что Чарльз был назначен королём Сент-Люсии Карлом III генерал-губернатором Сент-Люсии с 1 ноября 2024 года, после трёх лет «исполнения обязанностей» на этой должности.

## Личная жизнь
Чарльз является католиком. Владеет английским и французским языками. Женат на Анисии Самуэль.